# Gouvernement Lebeau II
Royaume de Belgique
de Theux I Nothomb
Rappelé au pouvoir par le roi, Joseph Lebeau met en place, en 1840, le premier gouvernement libéral homogène.

## Composition
| Ministère                                      | Nom              | Parti   |
| ---------------------------------------------- | ---------------- | ------- |
| Premier ministre                               | Joseph Lebeau    | Libéral |
| Ministre de la Justice                         | Mathieu Leclercq | Libéral |
| Ministre de l'intérieur                        | Charles Liedts   | Libéral |
| Ministre des finances                          | Édouard Mercier  | Libéral |
| Ministre des Travaux publics et des Beaux-Arts | Charles Rogier   | Libéral |
| Ministre de la guerre                          | Gérard Buzen     | Libéral |